# Моно (департамент)
Моно (фр. Mono) — находится в юго-западной части Бенина. В 1999 северные районы Моно были выделены в департамент Куффо. Административный центр — город Локоса.

## География
Граничит с Того на западе, с департаментом Куффо на севере и с департаментом Атлантический на востоке. На юге омывается водами залива Бенин.

## Административное деление

Коммуны департамента Моно.

Подразделяется на 6 коммун:
- Атьеме (фр. Athieme)
- Бопа (фр. Bopa)
- Гранд-Попо (фр. Grand-Popo)
- Догбо (фр. Dogbo)
- Коме (фр. Comè)
- Уэйогбе (фр. Houéyogbé)